# Nagata Minoru
Nagata Minoru (jap. 永田 実; * 1906 in Takada, Landkreis Nakakubiki (heute: Jōetsu), Präfektur Niigata; † unbekannt) war ein japanischer Skilangläufer.
Nagata wurde bei den japanischen Meisterschaften 1924 für die Waseda-Universität Zweiter über 4 km. Bei seiner einzigen Teilnahme an Olympischen Winterspielen im Februar 1928 in St. Moritz belegte den 32. Platz über 18 km und den 24. Rang über 50 km.